# Ulrik Jansson
Ulrik Jansson (* 2. Februar 1968) ist ein ehemaliger schwedischer Fußballspieler.

## Laufbahn
Jansson begann seine Profikarriere bei Östers IF. 1994 wechselte der Mittelfeldspieler zu Helsingborgs IF. Dort wurde er 1999 schwedischer Meister. Insgesamt bestritt er 227 Spiele in der Allsvenskan, in denen ihm 19 Torerfolge gelangen.
Jansson, der zuvor bereits mehrere Länderspiel in Jugendauswahlen bestritten hatte, spielte sechs Mal für die schwedische Nationalmannschaft. Bei der Weltmeisterschaft 1990 gehörte er zum Kader der Landesauswahl, kam aber während des Turniers nicht zum Einsatz.
| Personendaten    | Personendaten               |
| ---------------- | --------------------------- |
| NAME             | Jansson, Ulrik              |
| KURZBESCHREIBUNG | schwedischer Fußballspieler |
| GEBURTSDATUM     | 2. Februar 1968             |